# Scophthalmus rhombus
Il rombo liscio (Scophthalmus rhombus) è un pesce di mare appartenente alla famiglia Scophthalmidae.

## Distribuzione e habitat
È comune nel mar Mediterraneo e nell'Oceano Atlantico orientale tra la Norvegia ed il Marocco, mentre nel mar Nero è raro.
Vive esclusivamente su fondi molli tra i 15 ed i 70 metri. I giovani sono molto eurialini e si possono trovare negli estuari oltre che in acque profonde pochi centimetri.

## Descrizione
Questo pesce, come tutti i pleuronettiformi porta entrambi gli occhi su di un lato, nella fattispecie il sinistro, ed ha il lato privo di occhi (lato cieco), roseo e depigmentato. È molto simile al rombo chiodato ma ha forma meno “quadrangolare” rispetto all'altro rombo. I primi raggi della pinna dorsale sono liberi e non connessi agli altri dalla membrana. La linea laterale presenta una brusca incurvatura a livello della pinna pettorale. Gli occhi sono piccoli e distanziati l'uno dall'altro, la bocca è profonda. La pelle è coperta di squame piccole e fittamente aderenti, non ci sono i tubercoli ossei tipici del rombo chiodato.
La livrea è molto mimetica, bruna o beige con macchiette chiare o scure. Il giovane ha macchie chiare con bordo scuro.
Arriva a 70 cm per 7 kg di peso.

## Alimentazione
Si nutre quasi esclusivamente di pesci.

## Riproduzione
Invernale, le uova e le larve sono pelagiche, la larva è di colore giallo, la migrazione dell'occhio destro avviene ad una lunghezza di 3 cm.

## Pesca
Abbocca voracemente agli ami e si insidia con la tecnica del surf casting innescando pesci morti o molluschi ed anche esche artificiali con la tecnica dello spinning. La pesca professionale lo cattura con reti a strascico e palamiti nonché occasionalmente con reti da posta. Le carni sono squisite e viene venduto a prezzi molto alti.